# 离柱鹅掌柴
离柱鹅掌柴（学名：Schefflera hypoleucoides）是五加科鹅掌柴属的植物，是中国的特有植物。分布在中国大陆的云南等地，生长于海拔2,000米的地区，多生于山谷中，目前尚未由人工引种栽培。

## 异名
- Schefflera hypoleucoides Harms var. truncata C. B. Shang